# São João do Triunfo
São João do Triunfo är en kommun i Brasilien.   Den ligger i delstaten Paraná, i den södra delen av landet, 1 100 km söder om huvudstaden Brasília. Antalet invånare är 13 704.
I omgivningarna runt São João do Triunfo växer i huvudsak städsegrön lövskog. Runt São João do Triunfo är det glesbefolkat, med 17 invånare per kvadratkilometer.